# Josyp Celestianovyč Chmelevskyj
Josyp (Josyp) Celestianovyč Chmelevskyj (polsky Józef Chmielewski 18. března 1849 Varšava, Polsko – 5. srpna 1924, Poltava) byl ukrajinský umělecký fotograf. Účastník dvaceti mezinárodních výstav fotografií a vítěz zlatých medailí a diplomů.

## Životopis
Josyp Chmelevskyj se narodil ve Varšavě v rodině polského šlechtice a ruské šlechtičny. V roce 1875 se přestěhoval z Petrohradu do Poltavy, kde žili rodiče jeho manželky, pracující v provinčním centru.
V roce 1875 otevřel fotografické studio v Poltavě, které v té době patřilo k nejlepším v Ruské říši. Studio pracovalo v Poltavě na ulici Oleksandrivska v budově čp. 46.

## Dílo
Téměř půl století Chmelevskyj zaznamenával život ukrajinské země a uchovával obrazy mnoha lidí pro další generace. Díla „na poltavské téma“ byla vystavena na mnoha domácích i mezinárodních výstavách, kde získala vysoká ocenění, publikoval je také v ruských časopisech. Podle fotografií Chmelevského byly vytištěny celé série pohlednic „Maloruské typy“ a „Krajiny regionu Poltava“. Chmelevskyj – autor-vydavatel fotoalb „Gogol ve vlasti“ a „Gubernský a zemský dům v Poltavě“. Mezi nejvýznamnější osobnosti, které portrétoval patřili například: Vladimir Korolenko, Panas Myrnyj, Grygorij Mjasojedov, Mykola Sklifosovskyj, Marija Baškircevová, Maria Zankověcká a další.
Chmelevskyj, účastník dvaceti mezinárodních výstav fotografií, získal medaile na výstavách v Lausanne v roce 1890, v Bruselu v roce 1891, v Chicagu v roce 1893 a na světových výstavách v Paříži v letech 1889 a 1900.
Fotografoval skupinovou fotografii kulturních osobností, které přišly v roce 1903 na odhalení pomníku Ivanu Kotljarevskému.

## Galerie

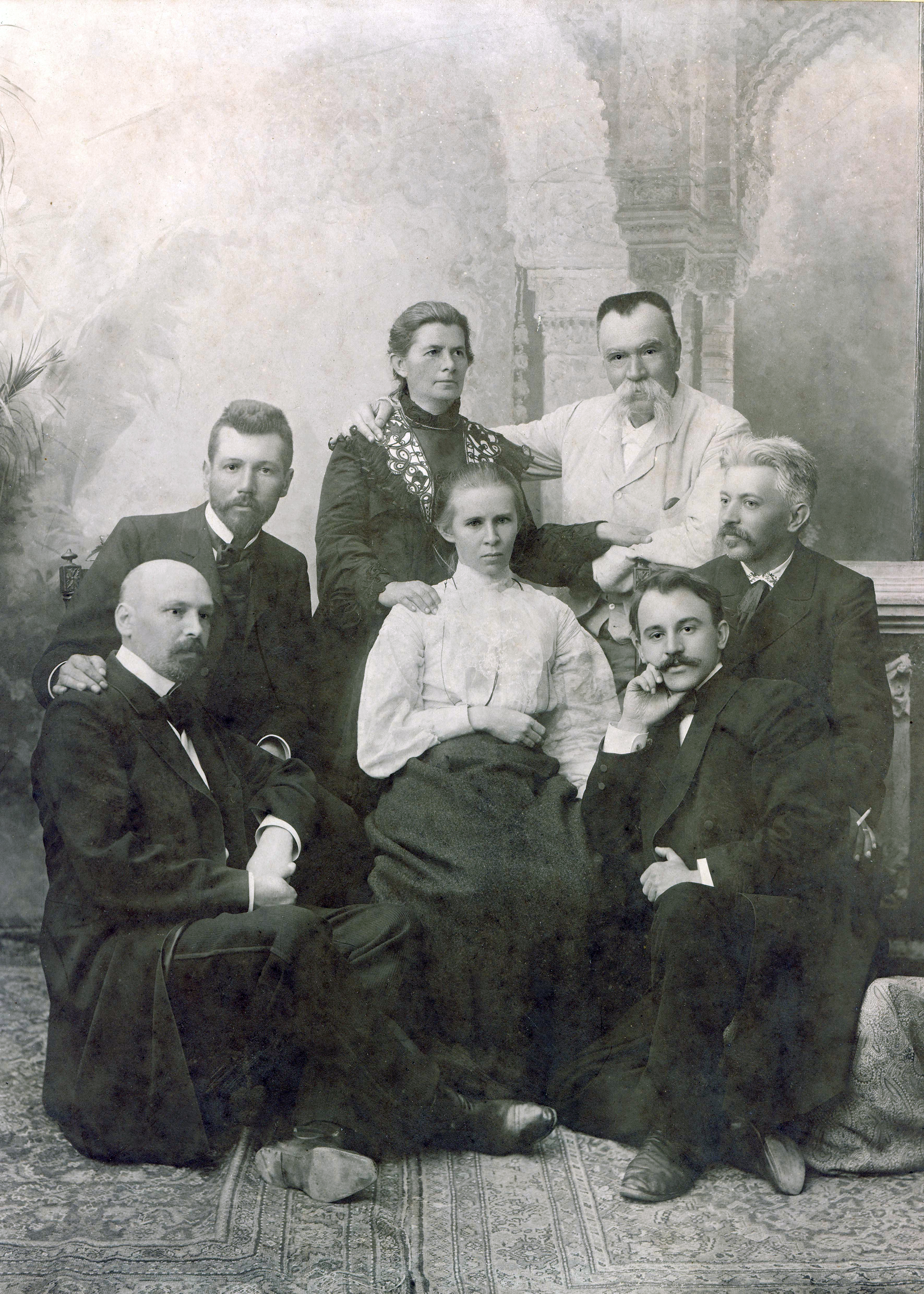
Postavy ukrajinské kultury při odhalení pomníku Kotljarevského v Poltavě. Zleva doprava: Mychajlo Kocjubynskyj, Vasyl Stefanyk, Olena Pčilka, Lesja Ukrainka, Mychajlo Staryckyj, Gnat Chotkevyč, Volodymyr Samylenko
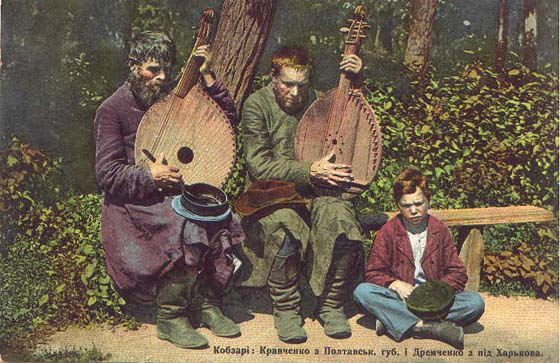
Hráči na strunný nástroj kobzar Kravčenko a Dremčenko
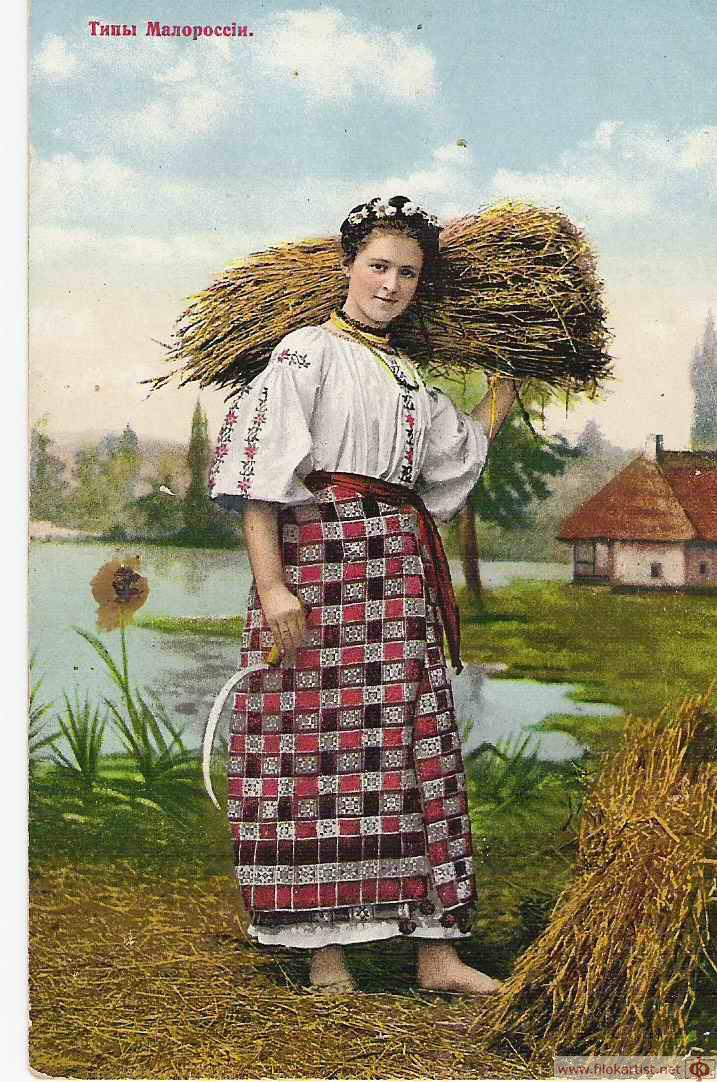
Maloruské typy
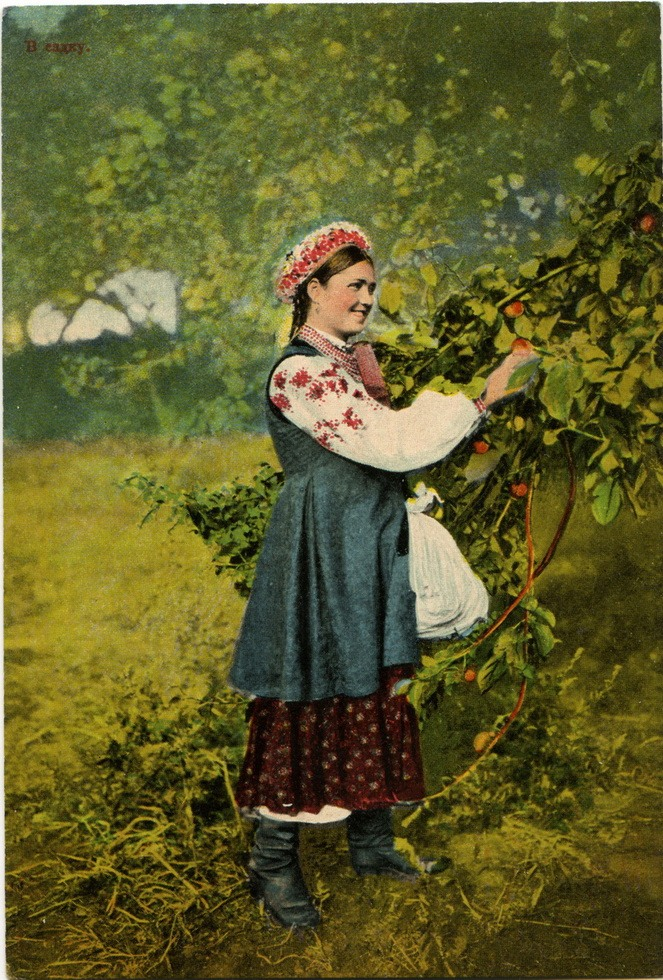
Maloruské typy, V sadu
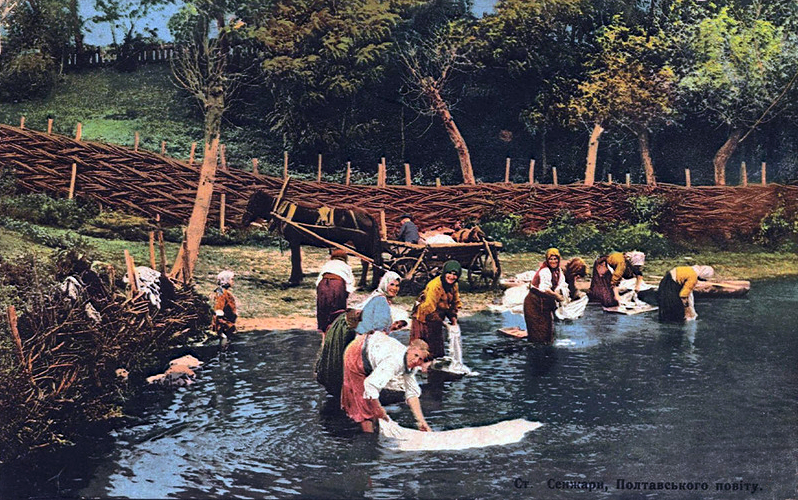
Stari Sanžary, Poltavský region
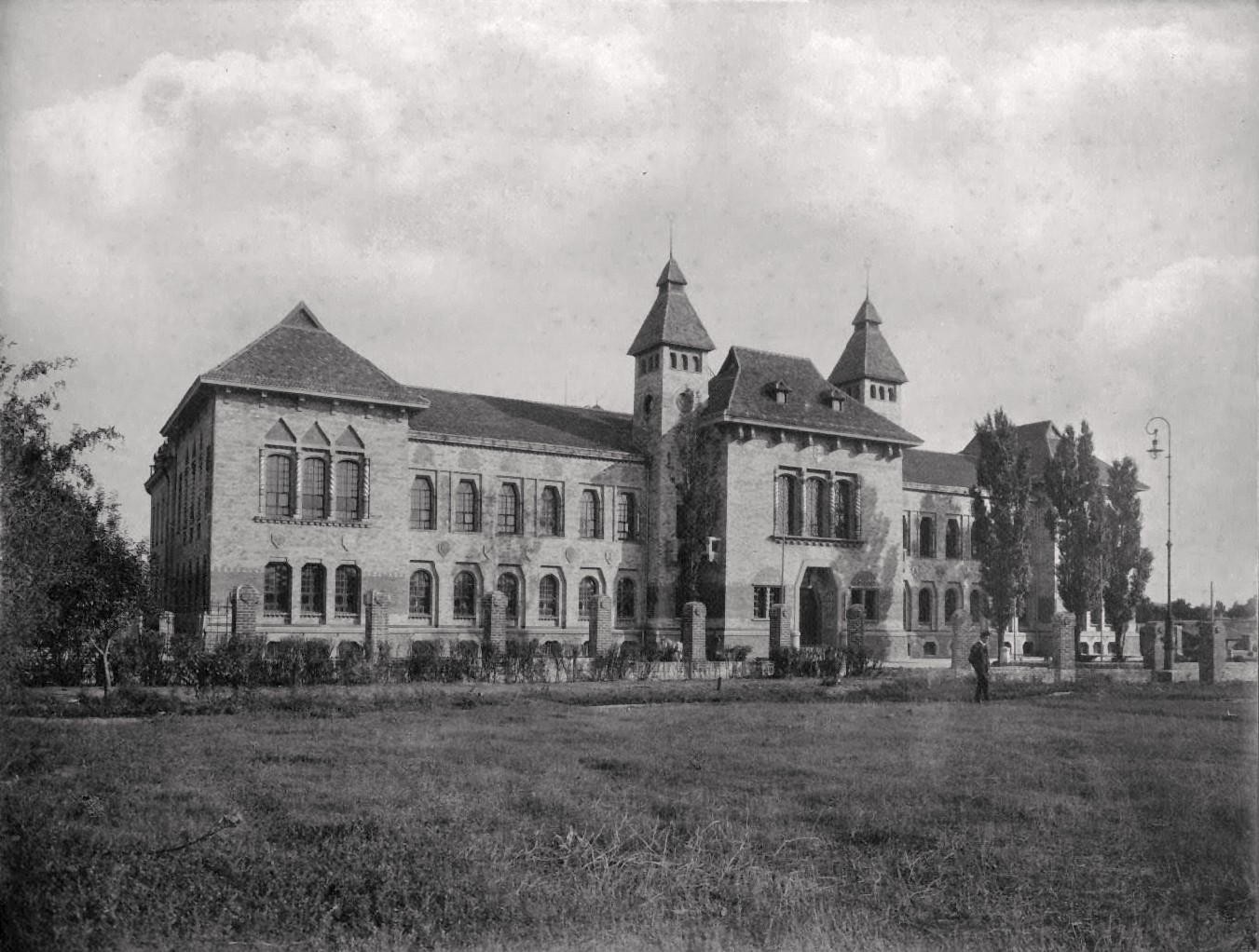
Gubernský a zemský dům v Poltavě (nyní v něm sídlí Muzeum místních tradic)
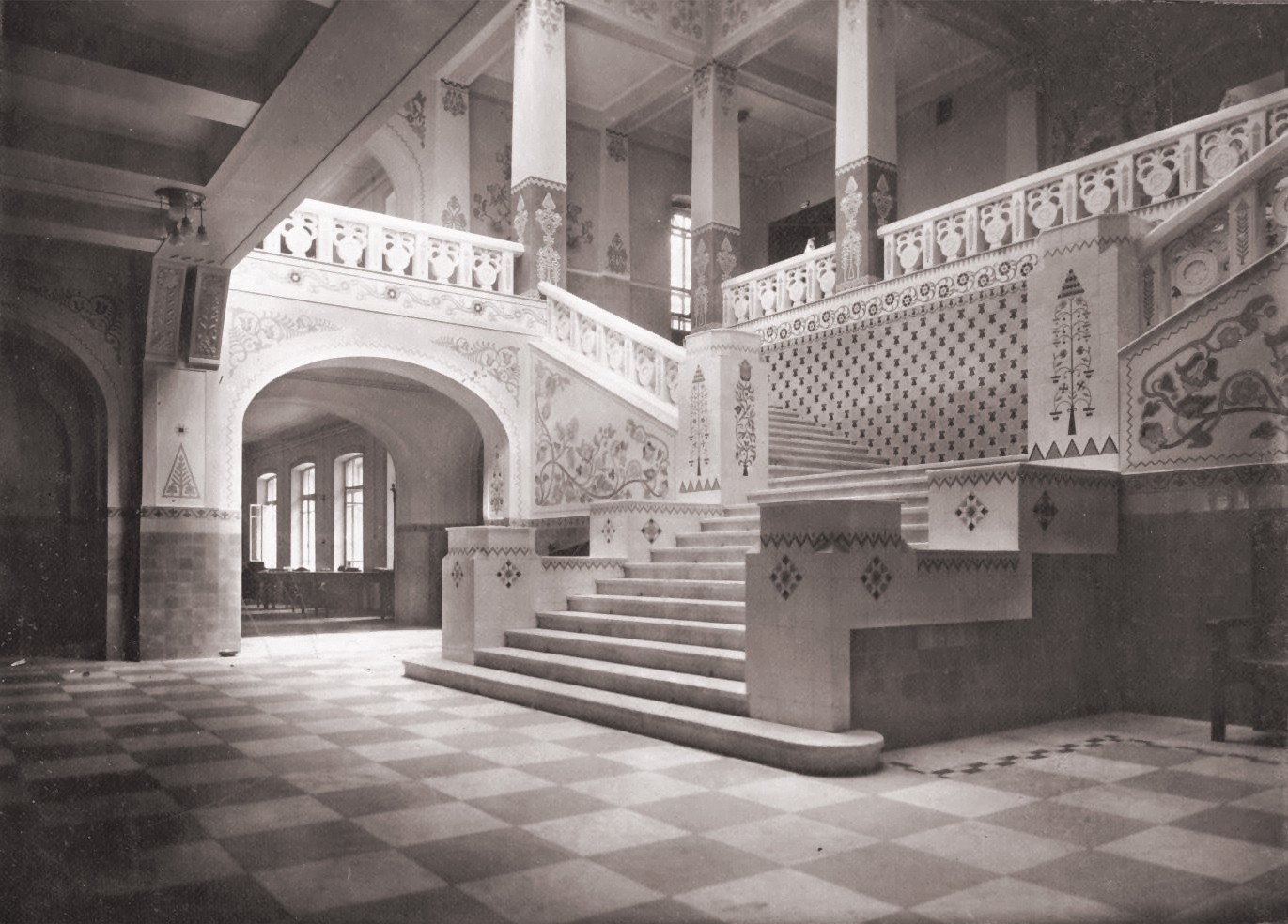
Gubernský a zemský dům v Poltavě, interiér